# Spedino
Spedino is een plaats (frazione) in de Italiaanse gemeente Borgorose.